# Scott Donaldson
Scott Donaldson (Perth, 19 maart 1994) is een Schots professioneel snookerspeler. Hij bereikte vier keer een halvefinale, waaronder in het China Open van 2019. In 2020 won hij de Championship League. Donaldson versloeg in de finale landgenoot Graeme Dott met 3-0.

## Belangrijkste resultaten

### Niet-rankingtitels
| #  | Seizoen     | Toernooi            | Verliezend finalist | Score |
| -- | ----------- | ------------------- | ------------------- | ----- |
| 1. | 2019 / 2020 | Championship League | Graeme Dott         | 3-0   |

### Wereldkampioenschap
Hoofdtoernooi (laatste 32 of beter):
| #  | Seizoen     | Editie  | Prestatie  | Extra                             |
| -- | ----------- | ------- | ---------- | --------------------------------- |
| 1. | 2018 / 2019 | WK 2019 | Laatste 32 | Verloor met 10-4 van Kyren Wilson |
| 2. | 2021 / 2022 | WK 2022 | Laatste 32 | Verloor met 10-6 van Mark Allen   |